# Sandra Seyfferth
Sandra Seyfferth (Grimma, 1 de octubre de 1992) es una jugadora de voleibol y voleibol de playa alemana.

## Carrera

### Carrera en voleibol de salón
Seyfferth comenzó a jugar voleibol de salón en su ciudad natal y luego jugó para el VV Grimma en el equipo de segunda división. En 2007, la atacante exterior pasó al equipo juvenil del VC Olympia Dresde, donde siguió jugando en la 2.ª división. En 2010 ganó el campeonato alemán Sub-20 con el Dresdner SC. En la temporada 2012/13 volvió a jugar en su antiguo club VV Grimma en la 2. Bundesliga.

### Carrera en voleibol de playa

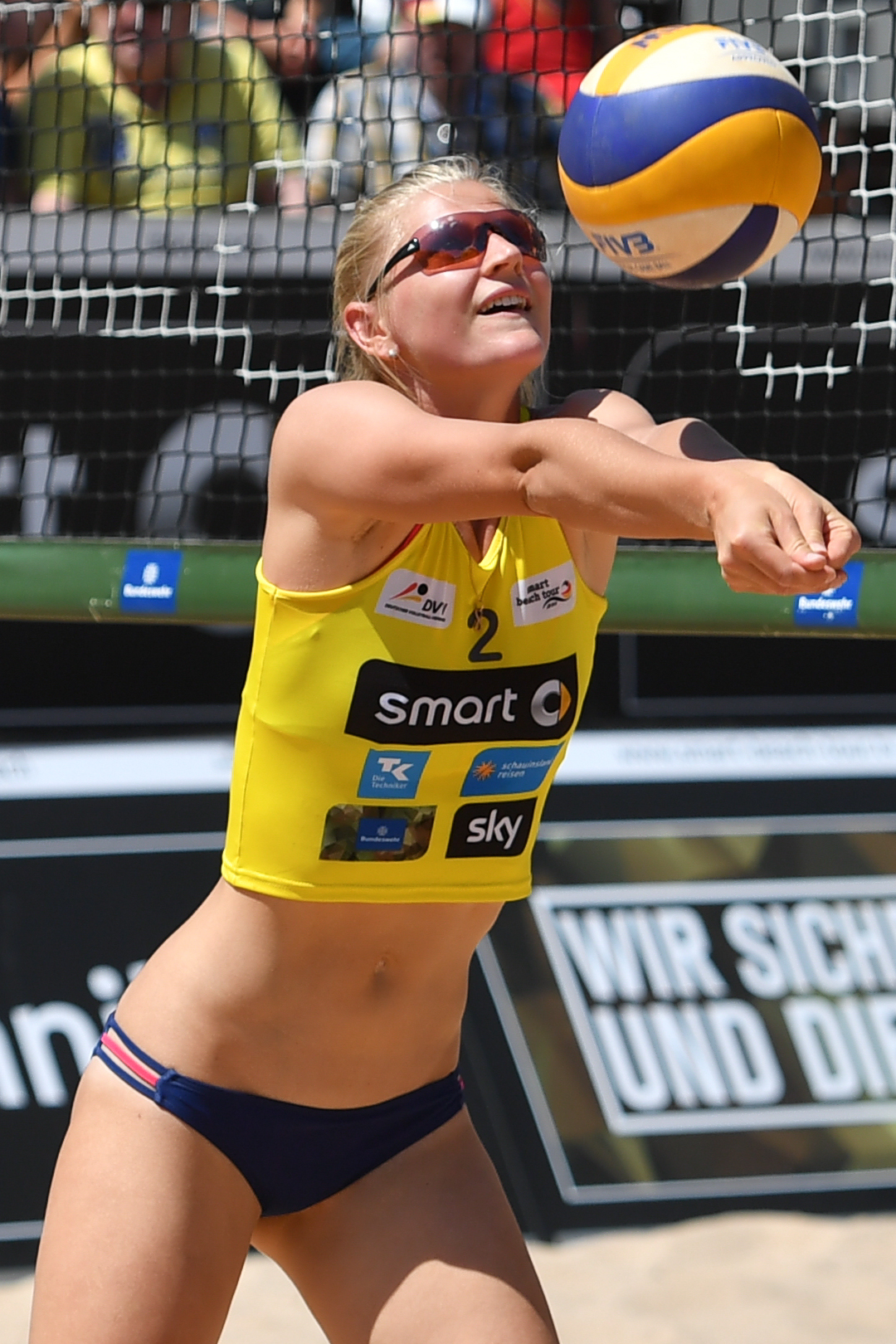
Seyfferth en el Smart Beach Tour en 2017.

Seyfferth también ha estado activa en el voleibol de playa desde 2007. Al principio jugó con varias parejas en campeonatos juveniles, en el Smart Beach Tour y otros torneos nacionales. Con Isabel Schneider como pareja, terminó 19.º en el Campeonato Mundial Sub-19 de 2009 en Alanya y quinto en el Campeonato Europeo Sub-20 de 2010 en Catania. En el mismo año también terminó quinta en el Campeonato Mundial Sub-19 en Oporto con Anna Behlen de Kiel. Terminó cuarta en el Campeonato de Europa Sub-20 de 2011 en Tel Aviv junto a Kim Behrens.
En 2012 formó dupla con Anni Schumacher y también participó en el Campeonato Europeo de La Haya. Más tarde volvió a jugar con Anna Behlen y terminó 13.ª en el Campeonato de Alemania en Timmendorfer Strand. Después de eso, Seyfferth terminó quinto con Anika Krebs en el Campeonato Mundial Sub-21 en Halifax, Canadá.
Seyfferth volvió a jugar junto con Kim Behrens desde 2013. Las dos especialistas en defensa terminaron quintas en el Campeonato de Europa Sub-22 de Varna y novenas en el Campeonato de Alemania. En 2014, Seyffert/Behrens se convirtieron en Vicecampeonas del Mundo en Oporto y nuevamente ocuparon el noveno lugar en los Campeonatos de Alemania.
Desde finales de 2014, Seyfferth ha vuelto a jugar con Anni Schumacher y terminó séptimo en el Campeonato de Alemania de 2015. Katharina Culav fue su pareja en 2016 y Leonie Körtzinger en 2017. Después de eso, Seyfferth puso fin a su carrera.